# North Wilkesboro
North Wilkesboro es un pueblo ubicado en el condado de Wilkes en el estado estadounidense de Carolina del Norte. La localidad en el año 2000, tenía una población de 4.181 habitantes en una superficie de 13,3 km², con una densidad poblacional de 310,4 personas por km².

## Geografía
North Wilkesboro se encuentra ubicado en las coordenadas 36°10′15″N 81°8′31″O / 36.17083, -81.14194. Según la Oficina del Censo, la localidad tiene un área total de 13,3 km² (5,1 mi²), de la cual 13,3 km² (5,1 mi²) es tierra y 0 km² (0 mi²) (0.0%) es agua.

### Localidades adyacentes
El siguiente diagrama muestra a las localidades en un radio de 8 kilómetros (5 mi) de North Wilkesboro.